# 刘湛秋
刘湛秋（1935年—2023年2月20日），安徽芜湖人，中国诗人、翻译家、评论家，曾担任《诗刊》社副主编一职。。
刘湛秋的作品包括《无题抒情诗》、《雨的四季》、《伞》和《卖鞭角的小女孩》等。其中，《雨的四季》和《三月桃花水》曾被收录在中小学语文课本。
1955年，刘湛秋毕业于哈尔滨外国语专科学校。1979年，刘湛秋加入中国作家协会。
在情感生活方面，刘湛秋与女诗人李英（笔名麦琪）有着公开的情人关系。2002年，李英出版《爱情伊妹儿》，提到“1986年的9月，我已经成为了湛秋的情人”。顾城去世后，离异的刘湛秋与单身的李英正式结婚。2015年，刘湛秋在李英病逝后便回国隐居生活。
2023年2月20日凌晨，刘湛秋因病去世。